# Led Zeppelin European Tour Autumn 1969
Led Zeppelin European Tour Autumn 1969 - krótka europejska trasa koncertowa Led Zeppelin, która odbyła się w październiku 1969 r.

## Typowa setlista
Podczas koncertów program ulegał zmianie.
1. "Good Times, Bad Times" (Bonham, Jones, Page)
2. "Communication Breakdown" (Bonham, Jones, Page)
3. "I Can't Quit You Baby" (Dixon)
4. "Heartbreaker" (Bonham, Page, Plant)
5. "You Shook Me" (Dixon, Lenoir)
6. "What Is and What Should Never Be" (Page, Plant)
7. "Dazed and Confused" (Plant)
8. "White Summer"/"Black Mountain Side" (Page)
9. "How Many More Times" (Bonham, Jones, Page)

## Lista koncertów
1. 3 października 1969 - Scheveningen, Holandia - Circus Theatre
2. 4 października 1969 - Rotterdam, Holandia - De Doelen
3. 5 października 1969 - Amsterdam, Holandia - Concertgebouw
4. 10 października 1969 - Paryż, Francja - L'Olympia
5. 12 października 1969 - Londyn, Anglia - Lyceum Ballroom